# Saint-Armel (Ille-et-Vilaine)
Saint-Armel (bretonisch: Sant-Armael-ar-Gilli) ist eine französische Gemeinde mit 380 Einwohnern (Stand: 1. Januar 2022) im Département Ille-et-Vilaine in der Region Bretagne. Sie gehört zum Arrondissement Rennes und ist Teil des Kantons Janzé.

## Geographie
Saint-Armel liegt etwa 13 Kilometer südsüdöstlich von Rennes. Die Seiche begrenzt die Gemeinde im Nordosten; dort mündet auch der Yaigne in den Fluss.
Der Ort hat einen Bahnhof an der Bahnstrecke Châteaubriant–Rennes.

### Nachbargemeinden
Umgeben ist Saint-Armel von den Nachbargemeinden Vern-sur-Seiche im Norden und Westen, Nouvoitou im Osten und Nordosten, Corps-Nuds im Süden und Südosten sowie Bourgbarré im Westen und Südwesten.

## Bevölkerungsentwicklung
| Jahr                      | 1962 | 1968 | 1975 | 1982 | 1990 | 1999 | 2006 | 2013 |
| Einwohner                 | 521  | 716  | 809  | 1003 | 1290 | 1393 | 1721 | 1848 |
| Quelle: Cassini und INSEE |      |      |      |      |      |      |      |      |

## Sehenswürdigkeiten
- Kirche Saint-Armel, Monument historique seit 1988
- Turm des früheren Schlosses Chambière

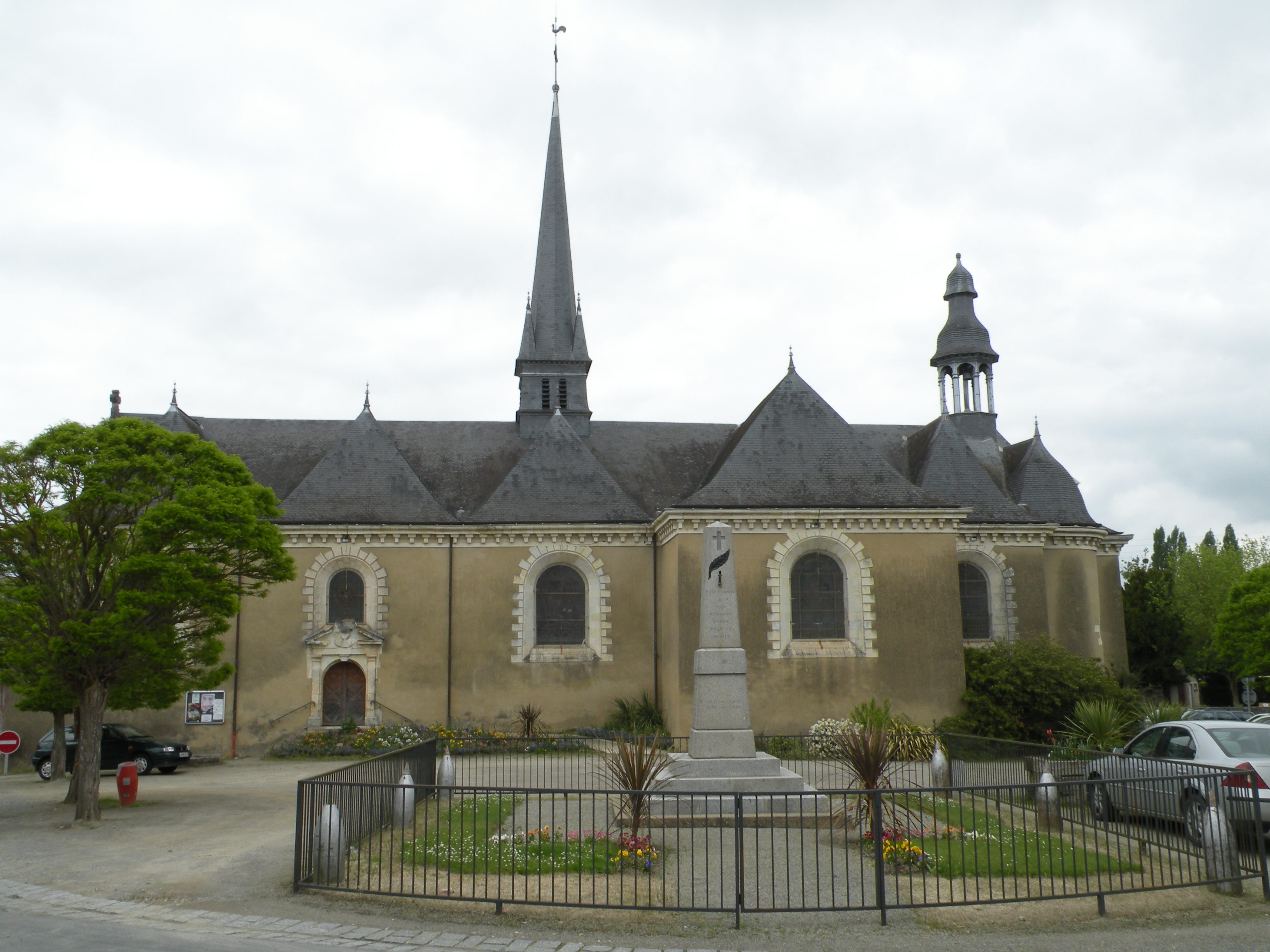
Kirche Saint-Armel

- Brücke von Vaugon

## Persönlichkeiten
- Armel des Boschaux (482–552 oder 570), Abt, Heiliger der römisch-katholischen Kirche in Les Boschaux (im Gemeindegebiet von Saint-Armel) gestorben